# Bistum Registro
Das Bistum Registro (lateinisch Dioecesis Registrensis, portugiesisch Diocese de Registro) ist eine in Brasilien gelegene römisch-katholische Diözese mit Sitz in Registro im Bundesstaat São Paulo.

## Geschichte
Das Bistum Registro wurde am 19. Januar 1974 durch Papst Paul VI. aus Gebietsabtretungen der Bistümer Itapeva und Santos errichtet und dem Erzbistum Sorocaba als Suffraganbistum unterstellt.

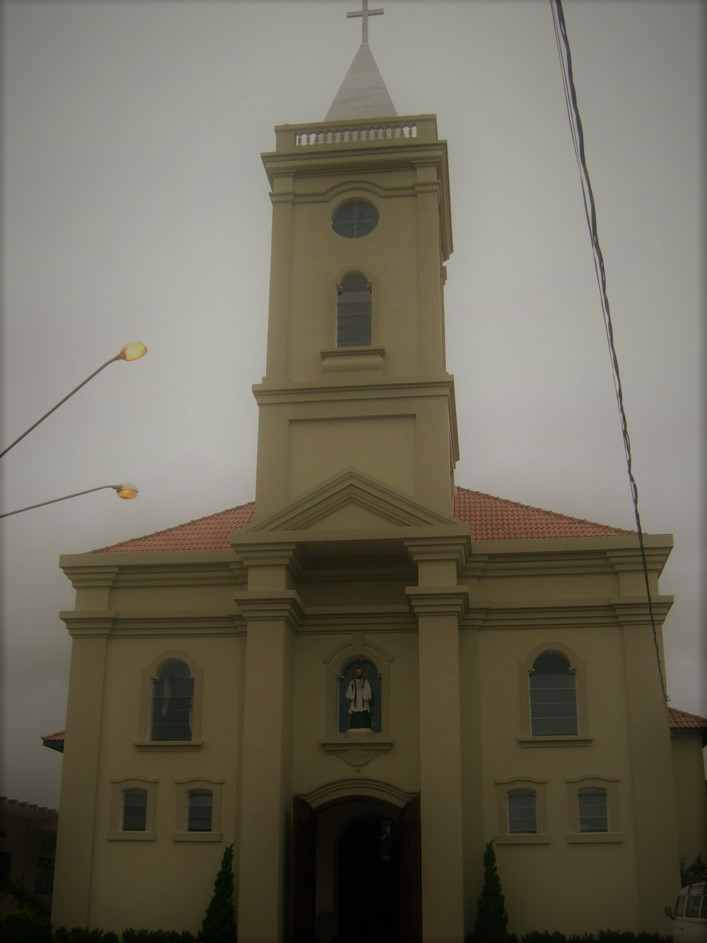
Kathedrale von Registro

## Bischöfe von Registro
- Apparecido José Dias SVD, 1974–1996, dann Bischof von Roraima
- José Luíz Bertanha SVD, 1998–2018
- Manoel Ferreira dos Santos Júnior MSC, seit 2018